# 요시프 코소르
요시프 코소르(Josip Kosor, 1879년 1월 27일 ~ 1961년 1월 23일)은 크로아티아의 극작가다.
처녀작 <정열의 불>(1910)은 표현주의 수법의 실험극으로서 먼저 독일과 영국에서 공연되어 주목을 끌었다. 그 밖에 농민이나 대도시 생활을 그린 <평온>(1914), <여자>(1920), <인류>, <벙어리>(1926) 등이 있다.
그의 작품에는 세기말적인 에로티시즘과 한편 두 개의 주제가 나타나는데 그것이 서로 갈등을 일으킬 때에는 부조리하기도 하고 때로는 그로테스크하기도 하다. 거인적 기질을 지닌 코소르는 예술적 절제가 부족한 결점을 지니고 있지만 상상력과 대사에 있어서는 매우 독창적이다.